# Look No Further
Look No Further este un cântec al interpretei de origine engleză, Dido, inclus pe cel de-al treilea album al său, Safe Trip Home. Cântecul a fost lansat în format digital în luna august a anului 2008, el putând fi descărcat gratuit de pe site-ul oficial al cântăreței. Totuși, melodia nu a fost extrasă pe disc single și nu a beneficiat de promovare.